# 大統領官邸 (エリトリア)
大統領官邸 (だいとうりょうかんてい、英語:Asmara President's Office) は、エリトリア大統領 (民主正義人民戦線書記長を兼務) の官邸。また、大統領府の機能もある。

## 歴史
1897年にイタリア王国の初代エリトリア総督であるフェルディナンド マルティーニ(英語版)によって建設された。
現在は初代エリトリア大統領であるイサイアス・アフェウェルキの官邸及び公邸として使用されている

## 官邸内
大統領官邸内には大統領執務室と会議室それに大統領府が設置されている他に、大統領及び大統領夫人が住まう公邸も設置されている。